# ФК Пасифик
ФК Пасифик (енгл. Pacific FC) је канадски фудбалски клуб из Лангфорда. Тим је део Канадске премијер лиге, која је најјача професионална фудбалска лига у земљи.

## Тренери
|                      | \| Име \| Година \| \| -------------------- \| --------- \| \| Мајкл Силбербауер \| 2018–2019 \| \| Џејмс Мериман (в.д.) \| 2019–2020 \| \| Па-Моду Ка \| 2020–2022 \| \| Џејмс Мериман \| 2022– \| |
| Име                  | Година |
| Мајкл Силбербауер    | 2018–2019 |
| Џејмс Мериман (в.д.) | 2019–2020 |
| Па-Моду Ка           | 2020–2022 |
| Џејмс Мериман        | 2022– |